# جایزه بزرگ (فیلم ۱۹۶۶)
جایزه بزرگ محصول ۱۹۶۶ آمریکا و فیلمی با بازیگران بین‌المللی به کارگردانی جان فرانکن‌هایمر و موسیقی فیلم ازموریس ژار با بازیگری جیمز گارنر، اوا ماری سنت، ایو مونتان، توشیرو میفونه، جسیکا والتر، انزو فی‌یرمونته و آنتونیو ساباتو است.

## داستان فیلم
«پیت آرون» راننده مسابقات بزرگ آمریکا، پس از تصادف در موناکو که منجر به مصدومیت هم تیمی بریتانیایی خود «اسکات استودارد» می‌شود، از تیم اخراج می‌شود. در حالیکه «استودارد» برای بهبود تلاش می‌کند، «آرون» وارد یک تیم ژاپنی شده و…

## جوایز
این فیلم برنده ۳ اسکار (برنده اسکار بهترین جلوه‌های صوت-برنده اسکار بهترین تدوین-برنده اسکار بهترین صدا) در سال ۱۹۶۷ شد.